# Константий I (патриарх Константинопольский)
Патриа́рх Конста́нтий I (греч. Πατριάρχης Κωνστάντιος Α΄; 1770, Константинополь — 5 января 1859, Константинополь, Османская империя) — Вселенский Патриарх (1830—1834); ранее и потом Архиепископ Синайский (1805—1830 и 1834—1859).

## Биография
Получил образование в Константинопольской патриаршей школе, а затем в Яссах, откуда в 1789 году был послан русским главнокомандующим Румянцевым-Задунайским в Киево-Могилянскую академию. По окончании академии в 1793 году, был определён архимандритом в киевском Синайском подворье (подворье Синайского монастыря Св. Екатерины на Подоле, Контрактовая площадь, 2).
В 1805 году был избран архиепископом Синайским и жил в Синайском подворье на Кипре и в Константинополе.
По смерти патриарха Агафаненгела, 6 июля 1830 года был избран на Патриархом Константинопольским. В его патриаршество было открыто коммерческое училище на острове Халки; также учреждены начальные народные школы с обучением по ланкастерской системе; возобновлён храм «Живоносного Источника» в Константинополе. Ввиду обретения политической автономии Сербским княжеством, в 1831 году предоставил Церкви там автономию.
Отрёкся 18 августа 1834 года — вследствие доноса великому визирю от смещённого им ранее митрополита Тырновского Константия, обвинившего Патриарха в русофильстве (приверженности российским интересам); бывший Тырновский митрополит 26 сентября стал его преемником под именем Константия II.
Снова избран Архиепископом Синайским.
Скончался в 1859 году; погребён в монастыре «Живоносного Источника» в Ва́лукли; в 1865 году его прах был перенесён в Синайский Екатерининский монастырь.
Автор изданного в Константинополе в мае 1848 года — в ответ на энциклику Папы Римского Пия IX In Suprema Petri sede — «Окружного послания единой святой кафолической и апостольской церкви ко всем православным христианам», подписанного патриархом Анфимом VI и другими восточными патриархами и их синодами.
Автор ряда иных научно-исторических и богословских трудов.